# Джипсъм
Джипсъм (на английски: Gypsum) е град в окръг Игъл, щата Колорадо, САЩ. Джипсъм е с население от 3654 жители (2000) и обща площ от 9,5 km². Намира се на 1924 m надморска височина. ЗИП кодът му е 81637, а телефонният му код е 970.